# Psychiater
Een psychiater is een arts die zich heeft gespecialiseerd in de psychiatrie. Een psychiater is een medisch specialist. Psychiaters zijn bevoegd medicatie voor te schrijven, lichamelijk onderzoek te doen en laboratoriumtests aan te vragen en te interpreteren.
Psychiatrie wordt beoefend door psychiaters, maar er zijn ook veel andere behandelaars die zich met psychiatrische patiënten bezighouden. Numeriek zijn deze zelfs ruim in de meerderheid. Voorbeelden zijn klinisch psychologen en gz-psychologen, sociaal-psychiatrisch verpleegkundigen, psychiatrisch verpleegkundigen, vaktherapeuten, sociotherapeuten, maatschappelijk werkers, ervaringsdeskundigen en maatschappelijk assistenten.

## Opleiding

### Nederland
Om psychiater te worden in Nederland dient iemand eerst de studie geneeskunde te hebben afgerond, een opleiding die 6 jaar duurt. Hierna kan hij of zij solliciteren voor de opleiding tot psychiater. De opleidingsduur hiervan is 4,5 jaar. De arts in opleiding tot specialist (AIOS) wordt opgeleid tot psychiater binnen een van de drie aandachtsgebieden: volwassenenpsychiatrie, kinder- en jeugdpsychiatrie of ouderenpsychiatrie. Gedurende de opleiding besteedt de AIOS in totaal ten minste:
- een jaar aan klinische psychiatrie
- een jaar aan ambulante psychiatrie
- zes maanden (ten minste 20%) aan spoedeisende psychiatrie
- zes maanden (ten minste 20%) aan consultatieve psychiatrie
- drie maanden (ten minste 10%) aan psychiatrische psychotherapie (de arts is na de opleiding tot psychiater dan ook tevens psychotherapeut)

De AIOS kan binnen de opleiding specifieke keuzethema's verder uitdiepen. Dit zijn:
- ziekenhuispsychiatrie
- verslavingspsychiatrie
- forensische psychiatrie
- psychiatrie bij geestelijk gehandicapten
- psychiatrie bij de zelfstandig gevestigde praktijk
- beleidspsychiatrie
- wetenschappelijk onderzoek
- somatische gezondheidszorg (bijvoorbeeld als arts op een andere medisch specialistische afdeling dan de psychiatrie)

## Onderscheid tussen psychiater en psycholoog
Een psychiater is een medisch specialist, een psycholoog niet. Hierdoor kan een psychiater onderzoeken of en in welke mate er een samenhang is tussen lichamelijke ziekte, medicatiegebruik en/of ander middelengebruik en psychiatrische klachten en symptomen. Daarnaast kan een psychiater medicatie voorschrijven - een psycholoog niet. Een psycholoog heeft een master-opleiding psychologie behaald of een bacheloropleiding (WO) psychologie afgerond. Deze kan zich na de master verder specialiseren in de behandeling van psychiatrische problematiek door een tweejarige postdoctorale opleiding tot gz-psycholoog te volgen en hierna vervolgens vier jaar de postdoctorale opleiding tot klinisch psycholoog volgen. De psychiater en de (klinisch) psycholoog zijn beiden gespecialiseerd in diagnostiek van psychiatrische- en psychologische stoornissen. Een (klinisch) psycholoog richt zich meer op de psychologische behandeling van psychiatrische problematiek.
In Nederland zijn zowel psychiater als klinisch psycholoog beroepen die vallen onder artikel 14 van de wet BIG.

## Bekende psychiaters
- Peter Adriaenssens
- Alois Alzheimer
- Vladimir Bechterew
- Eugen Bleuler
- Jan Bastiaans
- Dirk De Wachter
- Kuno van Dijk
- Nicolaas Bernhard Donkersloot
- Frederik van Eeden
- Jan Foudraine
- Sigmund Freud
- Kurt Goldstein
- Carl Gustav Jung
- René Kahn
- Donald Klein
- Emil Kraepelin
- Hjalmar van Marle
- Karel Pyck
- Frank van Ree
- Hen Rümke
- Cees Schuurman
- Arie Querido

## Referentie
1. ↑  Herziening Opleiding en Onderwijs Psychiatrie. (2009). Utrecht: Nederlandse Vereniging voor Psychiatrie.